# Konferenz der kantonalen Geoinformations- und Katasterstellen
Die Konferenz der kantonalen Geoinformations- und Katasterstellen (KGK) ist eine Fachämterkonferenz der Schweizerischen Bau-, Planungs- und Umweltdirektoren-Konferenz (BPUK). Sie entstand aus dem Zusammenschluss der ehemaligen Konferenzen Konferenz der kantonalen Geoinformationsstellen (KKGEO) und CadastreSuisse zum 1. Januar 2021.

## Organe und Mitglieder
Mitglieder der KGK sind GIS-Verantwortliche oder Leiter der GIS- oder Geodaten-Koordinationsstelle der Kantone oder der Verwaltungen. Es können ausschliesslich Vertreter der öffentlich-rechtlich organisierten Stellen der Verwaltung Mitglieder werden. Neben den üblichen Vereinsorganen (Generalversammlung, Präsident, Vorstand, Revision) ist die Geschäftsstelle KGK für die operativen und administrativen Arbeiten des Vereins zuständig.

## Zweck und Kernaufgaben
Die  Konferenz der kantonalen Geoinformationsstellen (KGK) vereinigt die kantonalen Geoinformationsstellen und GIS-Fachstellen mit dem Ziel, die Koordination und gemeinsame Interessenvertretung der Kantone zu gewährleisten. Mittels  Leistungsauftrag wird die KGK im Rahmen der Umsetzung des Geoinformationsgesetzes des Bundes (GeoIG; SR 510.62) und der Schaffung der Nationalen Geodateninfrastruktur (NGDI) von der BPUK unter anderem mit folgenden Hauptaufgaben beauftragt:
- Interkantonale Koordination in der Geoinformation
- Harmonisierung und Bereitstellung von Geobasisdaten
- Mitarbeit beim Aufbau der Nationalen Geodateninfrastruktur (NGDI)

## Organisation BPUK und KGK
Die BPUK übernimmt als zuständige Direktorenkonferenz die Führungsrolle und politische Verantwortung für die Koordination der Kantone im Bereich der Geoinformation. Die Aufgaben gemäss Leistungsauftrag der BPUK werden im jährlichen Aktionsplan mit nach Hauptaufgabenbereich kategorisierten Aktionen konkretisiert. Das Begleitgremium Geoinformation der BPUK prüft den Leistungsauftrag, den Aktionsplan und die weiteren Geschäfte der KGK und spricht Empfehlungen zuhanden der BPUK aus.

## Ansprechpartner und fachnahe Verbände
Ansprechpartner sind neben den Fachstellen des Bundes (insbesondere swisstopo und  KOGIS) Projektleiter und Arbeitsgruppenleiter von interkantonalen Vorhaben im GIS-Bereich. Ein fachnaher Verband ist zudem die Schweizerische Organisation für Geo-Information (SOGI).